# ファンシー・ダンサー
『ファンシー・ダンサー』（Fancy Dancer）は、アメリカ合衆国のジャズ・フルート奏者、ボビー・ハンフリーが1975年に録音・発表したスタジオ・アルバム。ハンフリーは本作を最後にブルーノート・レコードを離れた。

## 反響・評価
前作『サテン・ドール』（1974年）ほどの成功は収められず、アメリカの総合アルバム・チャートBillboard 200では最高133位に終わった。また、『ビルボード』のR&Bアルバム・チャートでは24位、ジャズ・アルバム・チャートでは12位を記録した。本作からのシングル「ウノ・エスタ」は『ビルボード』のR&Bシングル・チャートで82位を記録した。
Thom Jurekはオールミュージックにおいて5点満点中4点を付け「中途半端な瞬間はなく、全編とも強力で捨て曲がない」「ワールドミュージック、ソウルジャズ、クラブ・ミュージック、ポップスなど、ハンフリーとマイゼル兄弟が織り込める限りの要素を内包した、斬新なインストゥルメンタル中心のファンクを創造している」と評している。ウィズ・カリファとカレンシーのコラボレーションによるEP『Live in Concert』（2013年）では、本作収録曲「ユー・メイク・ミー・フィール・ソー・グッド」および「プリーズ・セット・ミー・アット・イーズ」からのサンプリングが使用された。

## 収録曲
1. ウノ・エスタ - "Uno Esta" (Larry Mizell) - 6:46
2. ザ・トリップ - "The Trip" (Chuck Davis, Doug Jones) - 5:41
3. ユー・メイク・ミー・フィール・ソー・グッド - "You Make Me Feel So Good" (L. Mizell, Fonce Mizell) - 6:16
4. ファンシー・ダンサー - "Fancy Dancer" (Jerry Peters) - 5:47
5. メスティゾ・アイズ - "Mestizo Eyes" (L. Mizell, F. Mizell, Warren Jordan) - 4:51
6. スイーター・ザン・シュガー - "Sweeter Than Sugar" (C. Davis, Skip Scarborough) - 4:23
7. プリーズ・セット・ミー・アット・イーズ - "Please Set Me at Ease" (L. Mizell, F. Mizell, Ruby Mizell) - 6:09

## 参加ミュージシャン
- ボビー・ハンフリー - フルート、ボーカル
- ラリー・マイゼル - シンセサイザー、ソリーナ、ピアノ、エレクトリックピアノ、ボーカル
- フォンス・マイゼル - トランペット、クラビネット、ソリーナ、ボーカル
- ジェリー・ピータース - ピアノ、エレクトリックピアノ、シンセサイザー
- チャック・デイヴィス - ピアノ、エレクトリックピアノ
- スキップ・スカボロー - ピアノ、エレクトリックピアノ、クラビネット
- クレイグ・マクミューレン - ギター
- ジョン・ロウィン - ギター
- チャック・レイニー - ベース
- ハーヴィー・メイソン - ドラムス
- マユト・コリア - コンガ
- ロジャー・グレン - マリンバ、ヴィブラフォン
- ドロシー・アシュビー - ハープ
- タイリー・グレン・ジュニア - テナー・サクソフォーン
- オスカー・ブラシアー - トランペット
- ジュリアン・プリースター（英語版） - トロンボーン
- オージー・レイ、キャサリン・ライラ、ジェシ・アクーニャ、ソニア・タヴァレス、ロザリオ・ダヴィラ - バックグラウンド・ボーカル
- ジェイムズ・カーター - 口笛(on #6)